# Suai
Suai ist die Hauptstadt der osttimoresischen Gemeinde Cova Lima. Der Name leitet sich von den Tetum-Wörtern „su rai henek“ ab, su für „graben“, rai für „Erde“ oder „Land“, henek für „Kies“. „Rai henek“ bedeutet „Sand“. Für den Häuserbau wurde Sand abgebaut. Zur Vereinfachung sagten die Leute nur „Su Rai“, woraus später „Suai“ wurde.

## Geographie

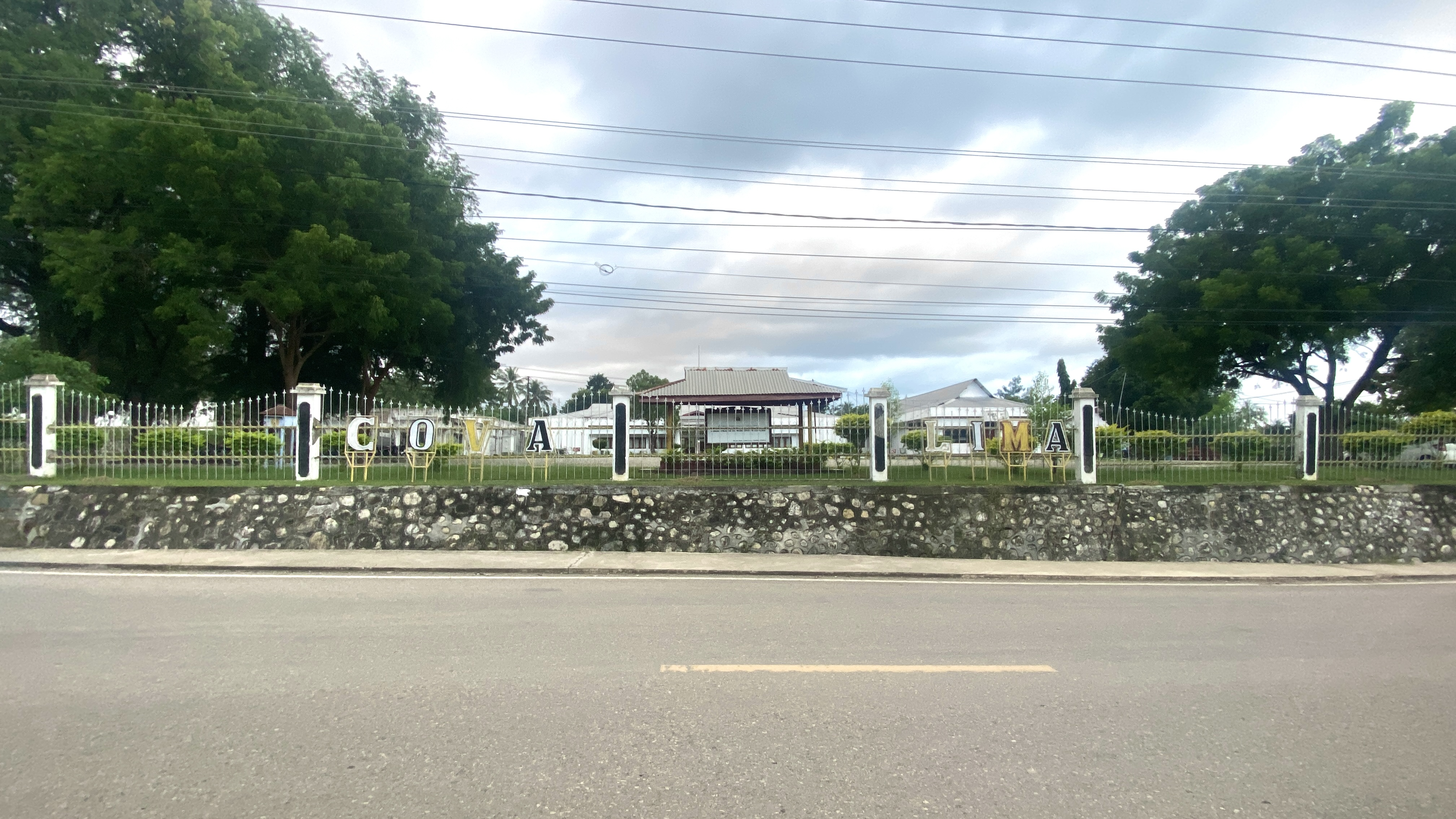
Sitz der Gemeindeverwaltung Cova LImas in Suai

Die Stadt besteht aus einer Ansammlung mehrerer Ortsteilen, die im Suco Debos (Verwaltungsamts Suai) eine geschlossene Siedlung bilden. Zu ihnen gehören Ahinarai (Ahi Na Rai), Bonuc und Orun. Die urbanen Gebiete reichen teilweise bis in den Suco Ogues (Verwaltungsamt Maucatar). Das Zentrum liegt etwas landeinwärts von der Timorsee, auf einer Meereshöhe von 13 m, etwa 80 km in Luftlinie südwestlich der Landeshauptstadt Dili. Auf der verhältnismäßig gut ausgebauten Straße, die in Suai endet, sind es über Aileu und Ainaro nach Dili 138 km. Das Siedlungszentrum Suai verfügt über zwei Vorschulen, zwei Grundschulen (darunter die Escola Primaria Catolica Ave Maria Suai), zwei vorbereitenden Schulen für die Sekundärstufe, eine Sekundarschule, einen ausgebauten Hubschrauberlandeplatz, ein Krankenhaus, ein kommunales Gesundheitszentrum und eine Polizeistation.
Neben der alten Kirche Nossa Senhora do Rosario, in der das Kirchenmassaker von Suai stattfand, stand jahrelang der Rohbau eines beeindruckenden, neuen Kirchenbaus, der bereits in der Besatzungszeit begonnen wurde. 2012 wurde die neue Kirche Ave Maria fertiggestellt und am 15. August geweiht. Das Muzeum Memorial Resistencia Municipio Covalima (MMRMC) erinnert an das Kirchenmassaker und den Widerstandskampf gegen die indonesische Besatzung.
Der Flughafen von Suai liegt im Suco Labarai. Er wurde 2017 ausgebaut und am 19. Juni als Flughafen Comandante – em Chefe Estado das FALINTIL Kay Rala Xanana Gusmão neu eröffnet. An der Küste von Suai Loro liegen die Ruinen eines portugiesischen Forts. Samstags findet in Suai ein Wochenmarkt statt.

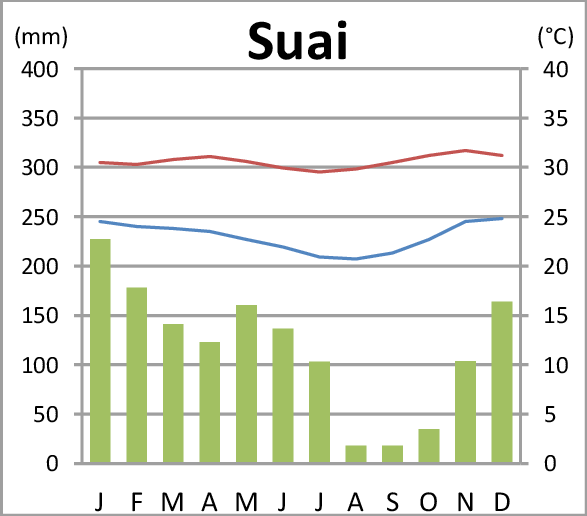
Klimadiagramm von Suai

## Einwohner

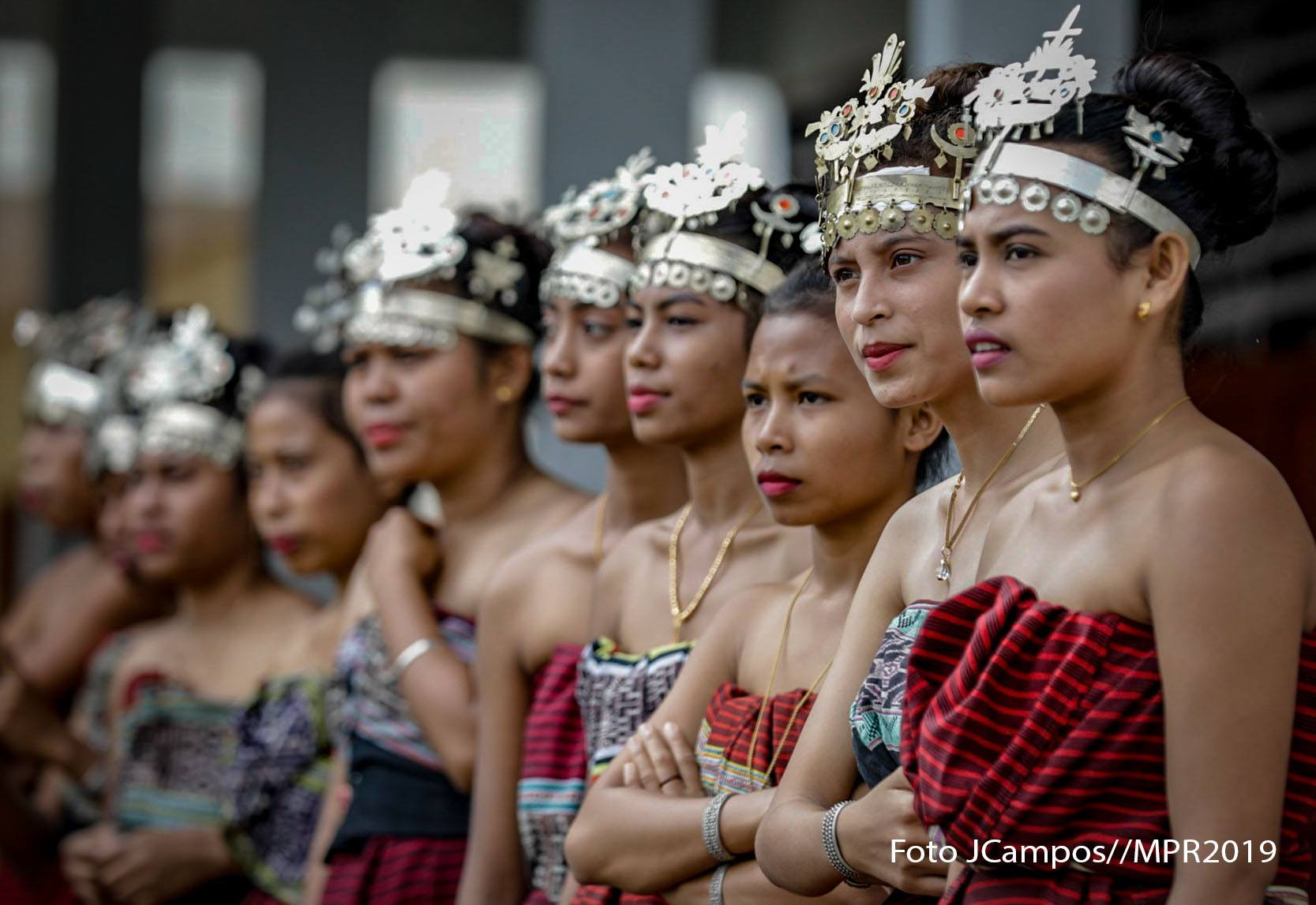
Frauen in traditioneller Festkleidung mit Kaibauk

Im Jahr 2020 lebten in Suai 10.660 Einwohner. 10.025 davon wohnten im Suco Debos, 635 im Suco Ogues.

## Geschichte

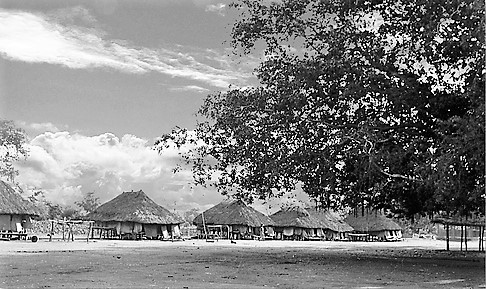
Suai im Jahre 1969

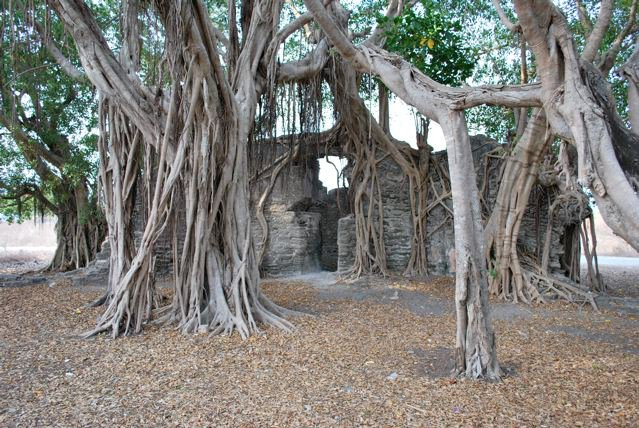
Das koloniale Verwaltungsgebäude, in dem sich auch das Gefängnis befand, ist heute von Feigen überwuchert

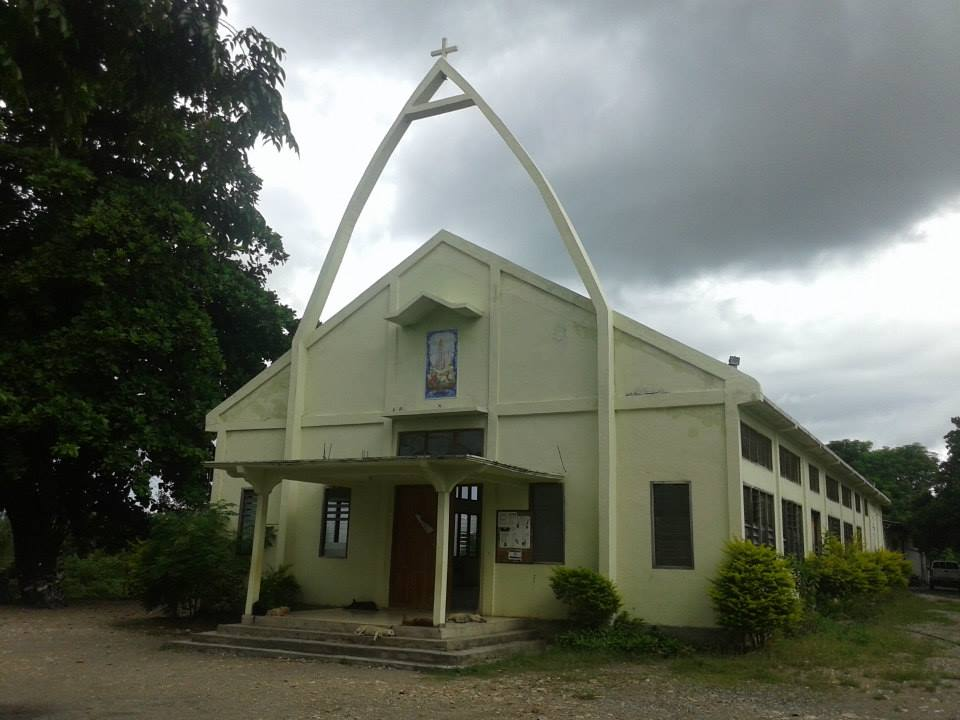
Die Kirche Nossa Senhora do Rosario, Schauplatz des Massakers

Suai war früher ein Reich, das von einem Liurai regiert wurden. Mündlichen Überlieferungen nach waren beide im Bündnis von Cova Lima dem Liurai von Fohorem untergeordnet und tributpflichtig. Eine andere Quelle gibt an, dass Suai nicht zu Koba Lima gehörte, sondern ein eigenständiges, machtvolles Reich bildete. Die Quelle nennt fälschlicherweise Suai als Zentrum von Wehale, das aber weiter westlich lag.
1522 berichtet ein Mitglied der Magellanexpedition, Antonio Pigafetta, von vier Hauptkönigen auf Timor, die Brüder waren: Oibich, Lichisana, Suai und Canabaza. Suai bildete wahrscheinlich mit Camenaça (Canabaza) ein Doppelreich, das Wehale (von Pigafetta hier Oibich genannt) tributpflichtig war. Suai erscheint auch auf einer Liste von Afonso de Castro, einem ehemaligen Gouverneur von Portugiesisch-Timor, der im Jahre 1868 47 Reiche aufführte.
Während ihrer Ausdehnung des Machtbereichs an die Südküste Timors Anfang der 1670er Jahre, verwüsteten die Portugiesen unter anderem auch Suai.
Während des Krieges von Manufahi verbündete sich 1895 der Liurai von Suai mit Dom Duarte, dem Liurai von Manufahi gegen die portugiesischen Kolonialherren. 1900 kapitulierte Manufahi. Suai war schon vorher besiegt worden.
Im Oktober 1911 kam es zur Rebellion von Manufahi. Der portugiesische Militärposten in Suai wurde am 8. Dezember 1911 aus Angst vor den Aufständischen geräumt. Die Rebellion dehnte sich schnell in der gesamten Region aus und konnte erst im April 1912 endgültig niedergeschlagen werden.
1961 wurde Suai Hauptstadt des neugegründeten Kreises Cova Lima. Suai bot mit seiner Ebene Flugzeugen die Möglichkeit zu landen, zudem hatte es Zugang zum Meer und war damit für Schiffe erreichbar.
Um den Angriffen der indonesischen Armee 1976 zu entgehen, flohen die Einwohner von Suai entweder nach Maucatar oder versteckten sich ein paar Tage in ihren Anpflanzungen, bevor sie sich den Invasoren ergaben. Die Serious Crimes Unit der UNTAET berichtete, dass in Suai während der indonesischen Besatzungszeit sogenannte Rape Houses existierten.
Im Vorfeld des Referendums zur Zukunft Osttimors wurde am 20. August 1999 in Suai eine Veranstaltung der Unabhängigkeitsbefürworter von pro-indonesischen Milizen angegriffen. Nachdem sich die Wähler im Referendum für die Unabhängigkeit entschieden hatten, kam es durch die indonesische Operation Donner landesweit zu Gewaltausbrüchen. Einer der schlimmsten Vorfälle war das Kirchenmassaker von Suai am 6. September 1999. Man geht von bis zu 200 Toten aus.
Im Juni 2013 kam es in Suai und Camenaça zu Überschwemmungen, die drei Todesopfer forderten.

## Städtepartnerschaften

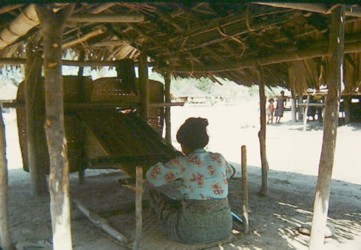
Frau am Webstuhl in Suai

- Port Phillip, Australien[18]

## Persönlichkeiten
- Basílio do Nascimento (1950–2021), römisch-katholischer Bischof von Baucau
- Manuela Leong Pereira (* 1969), Frauenrechtsaktivistin
- Cristovão Barros (* 1972), Politiker
- José da Cruz (* 1976), Politiker
- Armindo Moniz Amaral (* 1991), Jurist und Hochschuldozent